# Macarena Gómez Traseira
Macarena Gómez Traseira (Còrdova, 2 de febrer de 1978) és una actriu espanyola, coneguda pel seu paper de Lola en la sèrie La que se avecina i el de Montse a la pel·lícula Musarañas.
Va ser nominada al premi Goya per la pel·lícula Musaranyas.

## Filmografia

### Cinema
Llargmetratges
| - Dagón, la secta del mar(2001) - Padre Coraje(2002) - Una pasión singular(2003) - No me creo lo que veo(2003) - Platillos volantes(2003) - Romasanta. La caza de la bestia (2004) - Rapados (2004) - Hot milk (2005) - El Calentito (2005) - Diario de un skin (2005) - 20 centímetres (2005) - Para entrar a vivir (2006) - La dama boba (2006) - Mejor que nunca (2008) | - Sexykiller, morirás por ella (2008) - La noche que dejó de llover (2008) - 4000 euros (2008) - Carne de neón (2010) - Verbo (2011) - Holmes & Watson. Madrid Days (2012) - Del lado del verano (2012) - Las brujas de Zugarramurdi (2013) - The Horror Network Vol. 1 (2013) - Al final todos mueren (2013) - The Macabre Ayahuasca Hammer Experience (2013) - Murieron por encima de sus posibilidades (2013) - Musarañas (2014) |

Curtmetratges
| - O'Donnell 21 (2002) - Nieves (2003) - Un mystique determinado (2003) - Aurora Borealis (2004) - Luminaria (2005) - Carne de neón (2005) - Contracuerpo (2005) - Acción reacción (2008) - Vámonos de aquí (2008) - Epílogo (2008) - Marisa (2009) | - Carlota (2009) - Merry Little Christmas (2010) - Esto no es amor (2010) - Miedo (II) (2010) - Quédate conmigo (2011) - La última víctima (2011) - Lo estipulado (2011) - La niña (2012) - Spanning (2012) - La hora del baño (2014) |

| - Canguros (1994) - Raquel busca su sitio (2000) - Hospital Central (2002) - Padre Coraje (2002) - La vida de Rita (2003) - Al filo de la ley (2005) - La que se avecina (2007-present) - Palomitas (2011) | - Orquesta Club Virginia (2012) | - Melendi - Novia a la fuga - San Leon - Hysterical Eyes - Con mora - Paracaídas - Dremen - The curse |

### Publicitat
- Anunci de Bankia (2013)

## Premis i nominacions[1]
| Any  | Premi                                 | Categoria                                      | Títol                        | Resultat   |
| ---- | ------------------------------------- | ---------------------------------------------- | ---------------------------- | ---------- |
| 2004 | Festival de Curtmetratges de Badajoz  | Millor interpretació femenina en curtmetratges | Nieves                       | Guanyadora |
| 2004 | Festival de Cinema Espanyol de Màlaga | Millor actriu                                  | Nieves                       | Guanyadora |
| 2006 | Festival de Cine Español de Málaga    | Millor interpretació femenina en curtmetratges | La dama boba                 | Guanyadora |
| 2009 | Premis de la Unió de Actors (Espanya) | Millor actriu revelació                        | Sexykiller, morirás por ella | Nominada   |
| 2012 | Festival de Cinema d'Alacant          | Millor actriu                                  | Del lado del verano          | Guanyadora |
| 2013 | Premi Ojo Crítico de RNE              |                                                | Macarena Gómez               | Guanyadora |